# Albert Illa
Albert Illa Pla  (Mataró, Barcelona, España, 5 de enero de 1963) es un ex baloncestista español que medía 1,77 cm y cuya posición en la cancha era la de base. Bajito, y con una gran rapidez de manos, una de sus especialidades en el juego eran los robos de balón, robando 466 en  259 partidos en la Liga ACB. Después de retirarse ha seguido ligado al mundo del baloncesto, entrenando a equipos, tanto masculinos como femeninos de su localidad natal. Empezó a entrenar al (Femení Maresme ) con el que ha conseguido el Cameponato de España Infantil en 2017 y el Cadete en 2019

## Clubes
- Cantera C.D. Mataró.
- 1982-1983 C.D. Mataró
- 1983-1984 Club Bàsquet L'Hospitalet
- 1984-1989 RCD Español
- 1989-1991 Club Bàsquet Girona
- 1990-1991 Mayoral Maristas
- 1991-1992 Club Baloncesto Canarias
- 1992-1993 C.B. Mataró